# 透明スパイ
『透明スパイ』（とうめいスパイ、原題：Invisible Agent）は、1942年公開のアメリカ合衆国の映画。『透明人間』シリーズの第4作目。第二次世界大戦勃発の影響を受け、国民の戦意高揚を目的に製作され、ナチス・ドイツと大日本帝国が敵役として登場する。
脚本のカート・シオドマクはナチス政権から逃れてドイツを出国した身であり、映画ではナチスを無能扱いするなど反ナチ感情が現れている。特殊効果は『透明人間の逆襲』『透明女』に引き続きジョン・フルトンが担当している。

## あらすじ
ジャック・グリフィン博士の孫フランクは「フランク・レイモンド」と名を変え、アメリカに移住し印刷店を開業して暮らしていた。ある日、フランクの元に、彼の素性を知るゲシュタポのシュタウファー中将、日本のイキト男爵が部下を引き連れて現れ、ジャックの開発した透明薬モノケインを引き渡すように迫る。フランクはモノケインを手に店から逃亡する。アメリカ政府からもモノケインを提供するように求められるが、フランクはモノケインの兵器転用を危惧して提供を拒むが、真珠湾攻撃のニュースを聞き「自分がモノケインを使用する」という条件でアメリカ政府に協力する。アメリカ政府から「ドイツ本国に潜入し、ドイツ軍の攻撃計画を入手する」という指令を受け、フランクはイギリス空軍の協力を得て、ドイツへの潜入に成功する。
モノケインを注射して透明人間になったフランクは、ドイツ軍の追跡をかわして協力者のアーノルド・シュミットに接触し、「シュタウファーが所持しているアメリカ国内に潜伏する独日スパイのリストを奪取する」という指令を受け取る。フランクはアメリカ軍の女スパイであるマリアの屋敷に向かうが、その日はシュタウファーの副官ハイザー大佐を招いて夕食会が開かれていた。マリアは、彼女に好意を寄せるハイザーから情報を聞き出そうとするが、フランクがハイザーをからかうため、肝心の情報を中々聞き出せずにいた。マリアに言い寄るハイザーがようやくアメリカへの攻撃計画を口にした途端、フランクがテーブルをひっくり返したため、ハイザーは激怒してマリアを屋敷に軟禁する。フランクは顔にクリームを塗って姿を現して彼女に謝罪し、二人は互いに惹かれ合う。
アメリカから戻ったシュタウファーは、自分を裏切ろうとしたハイザーを逮捕し、彼から夕食会の話を聞き出す。シュタウファーは、フランクの存在を察知してマリアを尋問する。その頃、フランクはシュタウファーのオフィスに潜入してリストを入手するが、それを見越していたシュタウファーに追い詰められてしまう。フランクはオフィスに放火して騒ぎを起こし、その隙に脱出し、シュミットの元に向かいイギリスに連絡を取る。シュタウファーはリストを奪われたことを隠蔽しようとするが、イキトに見抜かれて彼と決別し、別々にフランクの行方を追うことになる。
フランクは収容所に潜入して逮捕されたハイザーに接触し、彼からニューヨークの爆撃計画と工作員による蜂起計画を聞き出し、彼を連れて収容所を脱出する。二人はシュミットの元に向かうが、彼はシュタウファーに逮捕されていた。シュミットの家にはマリアがおり、フランクは彼女が裏切ったと問い詰めるが、待ち構えていたイキトに捕まり日本大使館に連行される。一部始終を見ていたハイザーは、自らの地位を回復するためシュタウファーに連絡を取る。シュタウファーは部隊を率いて日本大使館を襲撃し、フランクとマリアは混乱に乗じて脱出する。イキトはシュタウファーを斬り殺すが、リストを盗まれた責任を取り切腹する。
フランクとマリアは空軍基地に向かい、ニューヨーク爆撃に向かう予定の爆撃機を奪いドイツを脱出し、ハイザーはシュタウファーの部下に射殺される。二人はイギリスに向かうが、イギリス軍の攻撃を受け撃墜され、負傷したフランクはマリアと共にパラシュートで脱出する。フランクは病院で目を覚まし、面会に来たスペンサー大佐から、マリアが正真正銘のアメリカのスパイであることを聞かされる。スペンサーが退室した後、モノケインの効き目が切れて素顔に戻ったフランクは、マリアとキスを交わす。

## キャスト
- マリア・ソレンソン - イロナ・マッセイ（英語版）
- フランク・レイモンド - ジョン・ホール
- イキト男爵 - ピーター・ローレ
- コンラート・シュタウファー - セドリック・ハードウィック
- カール・ハイザー - エドワード・ブロンバーグ（英語版）
- ジョン・ガーディナー - ジョン・リトル（英語版）
- アルフレッド・スペンサー - ホルムズ・ハーバート（英語版）
- 外科医 - ケイ・ルーク

## 評価
フルトンとバーナード・B・ブラウンの二人は、第15回アカデミー賞でアカデミー視覚効果賞にノミネートされた。